# Георги Банков
Георги Петров Банков, известен като Комитата и Майора, е български революционер, участник в Българското опълчение и Кресненско-Разложкото въстание.

## Биография
Банков е роден в 1845 година в разложкото село Белица, което тогава е в Османската империя. След Априлското въстание заминава за Цариград, а после емигрира в Румъния, където влиза в средите на революционната емиграция. След избухването на Руско-турската война в Плоещ се записва доброволец в Четвърта опълченска дружина под командването на майор Пьотър Редкин. Участва в боевете при Стара Загора, Шипка и Шейново.
След Берлинския договор се включва в съпротивителното движение. Член е на комитета „Единство“ в Горна Джумая. Изпратен е в Разлога и е сред основните организатори на Кресненско-Разложкото въстание, в което е войвода на чета и заместник на главния войвода. След въстанието се установява да живее в село Долна баня. Обучава новобранци в Източнорумелийската милиция. Участва в Съединението на Княжеството и Източна Румелия.
Двама от синовете му Иван и Сава участват в Илинденско-Преображенското въстание, а заедно с другите трима – Петър, Димитър и Павел участват в Балканската война.
От 1923 година Банков е почетен гражданин на Габрово и почетен член на Съюза на запасните подофицери. Носител е на орден „За храброст“ IV степен. Умира в 1932 година или в 1934 година.